# گاتاکا
گاتاکا (به انگلیسی: Gattaca) عنوان فیلمی در ژانر علمی-تخیلی به نویسندگی و کارگردانی اندرو نیکول و محصول سال ۱۹۹۷ ایالات متحده آمریکا است. این فیلم پادآرمانشهری بسیار به مفاهیم بیوپانک می‌پردازد، و بازیگران مشهوری چون ایثن هاک، اوما تورمن، جود لا، لورن دین و ارنست بورگناین در آن به نقش‌آفرینی می‌پردازند.

## فضای فیلم
داستان فیلم در جامعه‌ای اتفاق می‌افتد که اگر چه در آن تبعیض بر اساس توانایی‌هایی ژنتیکی افراد بد شمرده می‌شود، اما شناسنامهٔ ژنتیکی برتر کلید اصلی پیشرفت و پذیرفته شدن در جامعه‌است. افرادی که با مهندسی ژنتیک اصلاح شده‌اند را معتبر (Valid) و دیگران را نامعتبر (In-Valid) می‌شمارند. تنها معتبرها می‌توانند به جایی برسند و نامعتبرها ناچار مجبورند به کارهای سطح پایین‌تر قناعت کنند.

## داستان
وینسنت فری‌من (ایتان هاوک)، «نامعتبر» ی است که آرزو دارد فضانورد شود. حتی اگر مشکل اعتبار هم نبود قلب او مشکل دار، و عمر او که ۳۰٫۲ سال پیش‌بینی شده، به او این اجازه را نمی‌دهد. اما عزم پرواز در او محکم‌تر از این‌هاست. او برای وارد شدن به مرکز آموزش فضانوردی گاتاکا متوسل به حیله می‌شود. حیله‌ای که آن را روش نردبان می‌خوانند: او با استفاده از نمونه‌های خون و ادرار ورزشکار معتبر قطع نخاعی به نام جروم یوجین مورو (جود لا) و چندین جراحی، خود را به جای او جا می‌زند و از گاتاکا پذیرش می‌گیرد.
وینست هر روز بدنش را قشو می‌کشد تا پوست و موی اضافه بریزد و باعث لو رفتن او نشود. یوجین هم برای او نمونه‌های زیستی فراهم می‌کند تا همچنان بتواند به جروم بودن وانمود کند.
نزدیک به پایان دورهٔ آموزشی وینست، قتلی در مرکز رخ می‌دهد و مژهٔ خود وینست در صحنه یافت می‌شود و شکاری برای یافتن او که اکنون در قالب جروم مورو فرورفته‌است آغاز می‌شود. شکاری که زندگی او را شکل خواهد داد…

## دیگر موارد
- نام فیلم از ترکیب حروف اختصاری نام چهار باز آلی تشکیل دهندهٔ دی‌ان‌ای که همان G, T، C و A هستند ایجاد شده‌است. پلکان خانه قهرمان داستان نیز تلویحاً به‌شکل مارپیچ دی‌ان‌ای می‌باشد.
- برای ایجاد کردن حس کامل بودن، بیشتر سیاهی لشکرهای این فیلم، مدل‌های حرفه‌ای بودند.
- گور ویدال نیز در این فیلم نقش‌آفرینی می‌کند.
- این فیلم در شعبهٔ پومونا (Cal Poly-Pomona) از دانشگاه ایالتی کالیفرنیا و مرکز مردمی شهرستان مارین فیلمبرداری شد.[۱]